# Branchinella frondosa
Branchinella frondosa är en kräftdjursart som beskrevs av Henry 1924. Branchinella frondosa ingår i släktet Branchinella och familjen Thamnocephalidae. Inga underarter finns listade.